# Berryz工房&℃-ute コラボコンサートツアー2011秋 〜ベリキューアイランド〜
『Berryz工房&℃-ute コラボコンサートツアー2011秋 〜ベリキューアイランド〜』（ベリーズこうぼう あんど キュート コラボコンサートツアー2011あき ベリキューアイランド）は、2011年10月22日から12月25日まで開催されたBerryz工房と℃-uteの合同コンサートツアーである。DVD、Blu-rayが2012年2月29日に発売された。発売元はゼティマ。

## 出演
- Berryz工房（清水佐紀、嗣永桃子、徳永千奈美、須藤茉麻、夏焼雅、熊井友理奈、菅谷梨沙子）
- ℃-ute（矢島舞美、中島早貴、鈴木愛理、岡井千聖、萩原舞）
- Buono!（嗣永桃子、夏焼雅、鈴木愛理）

## 日程
全会場1日2公演。
- 10月22日・23日：NHK大阪ホール
- 11月3日：市川市文化会館大ホール
- 11月5日・6日：中野サンプラザ
- 11月13日：渋谷CCレモンホール
- 11月20日：中京大学文化市民会館オーロラホール
- 12月3日：千葉県文化会館大ホール
- 12月4日：オリンパスホール八王子
- 12月25日：アクトシティ浜松大ホール

## 王様ゲームコーナー
この年にBerryz工房・℃-uteが出演した映画『王様ゲーム』にちなんで、コンサート中盤に王様ゲームコーナーを行った。メンバー全員のくじ引きにより王様と庶民が決められ、王様になったメンバーはご褒美としてソロ歌唱ができる。そして王様は庶民の中から1人を番号で指名、番号が当たった庶民は王様の無茶振りを実行させられた上、王様のソロ歌唱曲の曲紹介をする羽目になる。
なお夏焼・熊井・愛理・萩原はツアー最終日まで1回も王様になれなかったので、つんくの介入により最終日のみこの4人限定でくじ引きを行い、結果夏焼・熊井が昼公演、愛理・萩原が夜公演で歌うことになり、その後歌う前に再度くじ引きを行い歌う順番を決定、昼は熊井・夏焼の順、夜は愛理・萩原の順で歌った。

### 王様／罰ゲーム
- 10月22日昼：須藤／徳永、夜：嗣永／岡井
- 10月23日昼：中島／須藤、夜：矢島／萩原
- 11月3日昼：岡井／萩原、夜：嗣永／矢島
- 11月5日昼：矢島／熊井、夜：矢島／嗣永
- 11月6日昼：嗣永／夏焼、夜：岡井／夏焼
- 11月13日昼：徳永／清水、夜：矢島／熊井
- 11月20日昼：菅谷／夏焼、夜：徳永／清水（名指しで指名）
- 12月3日昼：岡井／萩原、夜：須藤／岡井
- 12月4日昼：清水／夏焼、夜：菅谷／熊井

### 各メンバーのご褒美ソロ曲
- 清水：秘密のウ・タ・ヒ・メ（12月4日昼）
- 矢島：雪／愛×あなた≧好き（10月23日夜、11月5日昼・夜、11月13日夜）
- 嗣永：桃色スパークリング（10月22日夜、11月3日夜、11月6日昼）
- 徳永：さぼり（11月13日昼、11月20日夜）
- 須藤：奇跡の香りダンス。（10月22日昼、12月3日夜）
- 夏焼：カタオモイ。（12月25日昼）
- 熊井：男友達（12月25日昼）
- 中島：付き合ってるのに片思い（10月23日昼）
- 菅谷：大きな愛でもてなして（11月20日昼、12月4日夜）
- 鈴木：あなたなしでは生きてゆけない（12月25日夜）
- 岡井：ロマンティック 浮かれモード（11月3日昼、11月6日夜、12月3日昼）
- 萩原：3番ホーム 3両目（12月25日夜）

## DVD/Blu-ray
『Berryz工房&℃-ute コラボコンサートツアー2011秋 〜ベリキューアイランド〜』（2012年2月29日）
2011年11月6日に中野サンプラザにて行われたコンサートを収録した。
特記がないものは全員出演。
1. 青春劇場
2. MC1
3. Berryz工房&℃-ute ジェットコースターメドレー（HAPPY! Stand Up!→通学ベクトル→君の戦法→シャイニング パワー→まっさらブルージーンズ→都会っ子 純情→流星ボーイ→Danceでバコーン!→雄叫びボーイ WAO!・ジンギスカン・まっさらブルージーンズMIX→スッペシャル ジェネレ～ション）
4. VTR映像（メンバー紹介）
5. MC2
6. 世界一HAPPYな女の子（℃-ute）
7. MC3（Berryz工房について：℃-ute）
8. 嫌いで嫌いで嫌い（℃-ute）
9. 偉大な力を!（℃-ute）
10. ああ、夜が明ける（Berryz工房）
11. MC4（℃-uteについて：Berryz工房）
12. 単純すぎなの私…（Berryz工房）
13. ヒーロー現る!（Berryz工房）
14. MC5（王様ゲーム予告VTR、王様ゲームコーナー）
15. ロマンティック 浮かれモード（岡井）※王様ゲームコーナーのご褒美ソロ曲
16. 負けるな わっしょい!
17. DEEP MIND（Buono!）
18. Bye Bye Bye!（熊井・菅谷・矢島・岡井）
19. 行け 行け モンキーダンス（清水・徳永・須藤・中島・萩原）
20. That's the POWER
21. MC6
22. 青春ソング
23. 本気ボンバー!!
24. JUMP
25. 友情 純情 oh 青春
26. いざ、進め!Steady go!
27. 一丁目ロック!
28. ＜ENCORE＞
29. ENCORE：ヒロインになろうか!（℃-uteが歌唱、Berryz工房がバックダンサー）
30. ENCORE：MC7
31. ENCORE：甘酸っぱい春にサクラサク

特典映像：昼公演映像
15. 桃色スパークリング（嗣永）
29. ENCORE：Kiss me 愛してる（Berryz工房が歌唱、℃-uteがバックダンサー）